# Cobubatha catiena
Cobubatha catiena är en fjärilsart som beskrevs av Druce 1889. Cobubatha catiena ingår i släktet Cobubatha och familjen nattflyn. Inga underarter finns listade i Catalogue of Life.